# Толуны
Толуны — деревня в Смоленском районе Смоленской области России. Входит в состав Лоинского сельского поселения. По состоянию на 2007 год постоянного населения не имеет. 
Расположена в западной части области в 44 км к северо-западу от Смоленска, в 13 км севернее автодороги А141 Орёл — Витебск, на берегу реки Клёц. В 11 км южнее деревни расположена железнодорожная станция Голынки на линии Смоленск — Витебск. 

## История
В годы Великой Отечественной войны деревня была оккупирована гитлеровскими войсками в июле 1941 года, освобождена в сентябре 1943 года. 